# تينا (قلعة خواجة)
تينا (بالفارسية: تینا) هي منطقة سكنية تقع في إيران في قسم قلعة خواجة الريفي. يقدر عدد سكانها بـ 97 نسمة بحسب إحصاء 2016.